# Stacy Horn
Stacy Horn (3 de junho, 1956 - Norfolk, Virginia) é uma escritora e jornalista americana.
Ela cresceu em Long Island, Nova Iorque, é bacharel em Belas Artes pela Tufts University and the School of the Museum of Fine Arts
 e graduada no programa de Telecomunicações Interativas na New York University.
Em 1990, após trabalhar como analista de telecomunicações para a Mobil Corporation, Horn fundou a Echo, um sistema de quadro de avisos baseado em Nova Iorque.